# Taggsnäcka
Taggsnäcka (Acanthinula aculeata) är en snäckart som först beskrevs av Otto Friedrich Müller 1774.  Taggsnäcka ingår i släktet Acanthinula, och familjen grässnäckor. Enligt den finländska rödlistan är arten nära hotad i Finland. Arten är reproducerande i Sverige. Artens livsmiljö är friska och torra lundar.
Snäckskalen har en diameter av cirka 2,3 mm. Arten lever i skogar och buskskogar. Den hittas vanligen i lövskiktet eller i ruttnande trä.